# Bardelaeremuseum
Het Bardelaeremuseum is een erfgoedmuseum in de Oost-Vlaamse dorp Lembeke.

## Geschiedenis
Het museum werd in 1975 opgericht uit een samenwerking van De Lembeekse Bardelaerevrienden, die ijverden voor het behoud en de restauratie van de Westermolen, en de VVV Warande. In 1975 opende men een museum in een oude mouterijruimte van de toenmalige brouwerij Stockman. Deze ruimte werd al snel te klein. De gemeente stelde een 18de-eeuwse hoeve met schuur en stallingen in 1982 ter beschikking.

## Collectie
De collectie bevat meer dan 18.000 stukken, vooral landbouwalaam, huisraad en ambachtelijke voorwerpen, verdeeld over meer dan 100 beroepen.
Naast de drie museumzalen zijn een mini-scheepswerf, een mini-staakmolen, een bakhuis, een weerstation, een gerestaureerde oorlogsbunker uit 1917 en een sprookjesbos te bekijken.
Het Bardelaeremuseum werkt mee aan de Erfgoedbank Meetjesland. In de oude boerenwoning is ook een volkscafeetje ingericht.